# Liste des lauréats du prix Shanti Swarup Bhatnagar en mathématiques
Le Prix Shanti Swarup Bhatnagar de sciences et technologie est l'une des plus hautes distinctions scientifiques multidisciplinaires en Inde. Il a été créé en 1958 par le Conseil de recherche scientifique et industrielle, en l'honneur de Shanti Swarup Bhatnagar, son fondateur et directeur et reconnaît l'excellence dans la recherche scientifique en Inde.
Il récompense chaque année des scientifiques indiens dans sept disciplines. Voici la liste des lauréats en mathématiques.

## Galerie

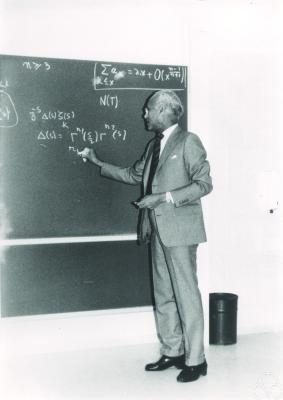
K. S. Chandrasekharan
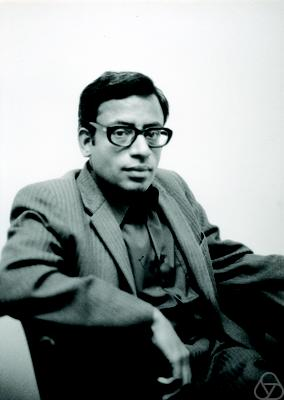
K. R. Parthasarathy
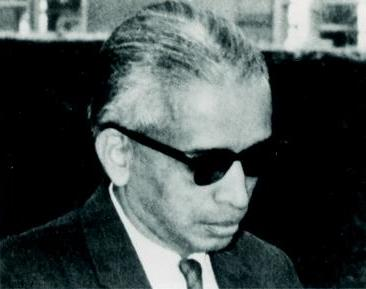
K. G. Ramanathan (en)
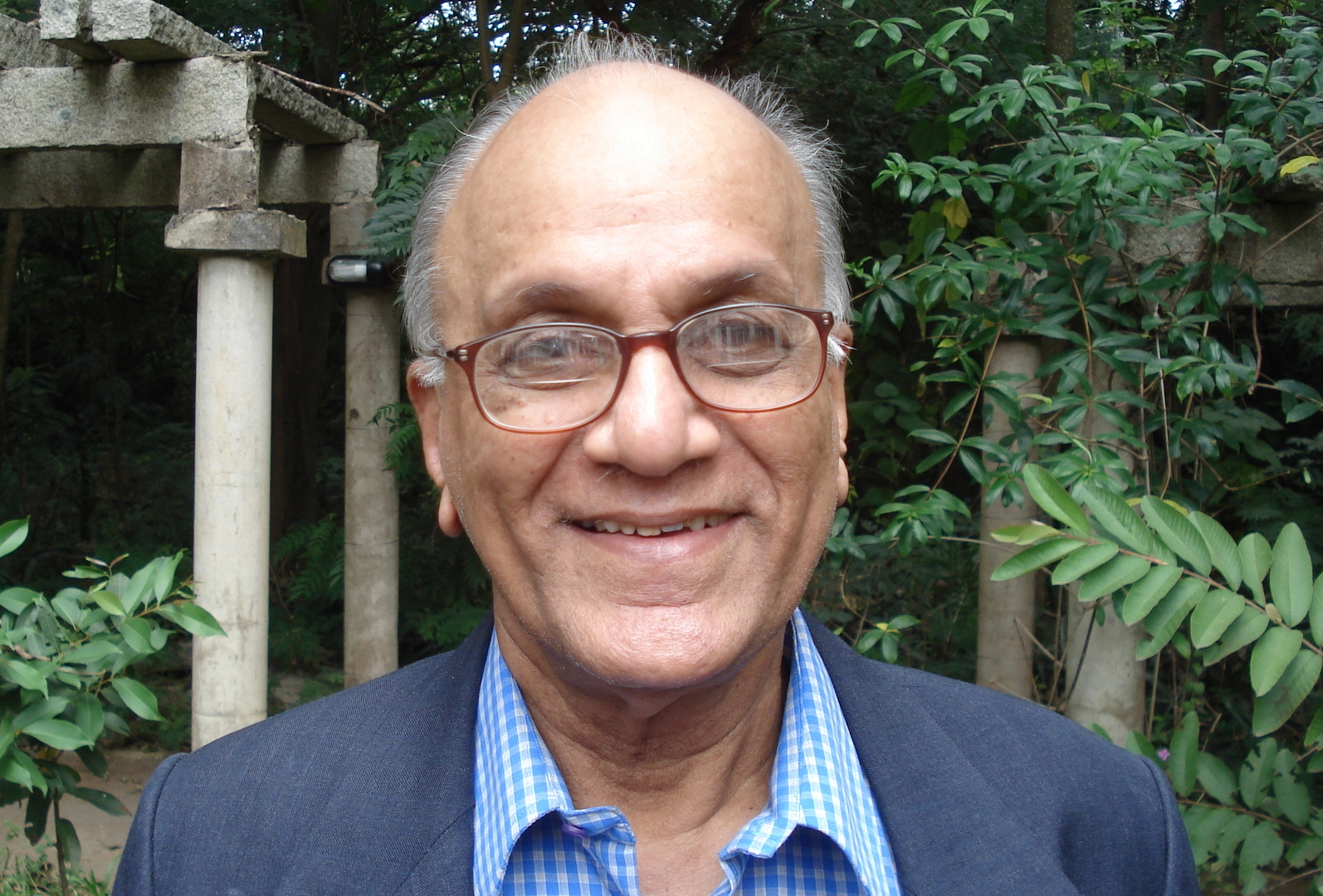
C. S. Seshadri
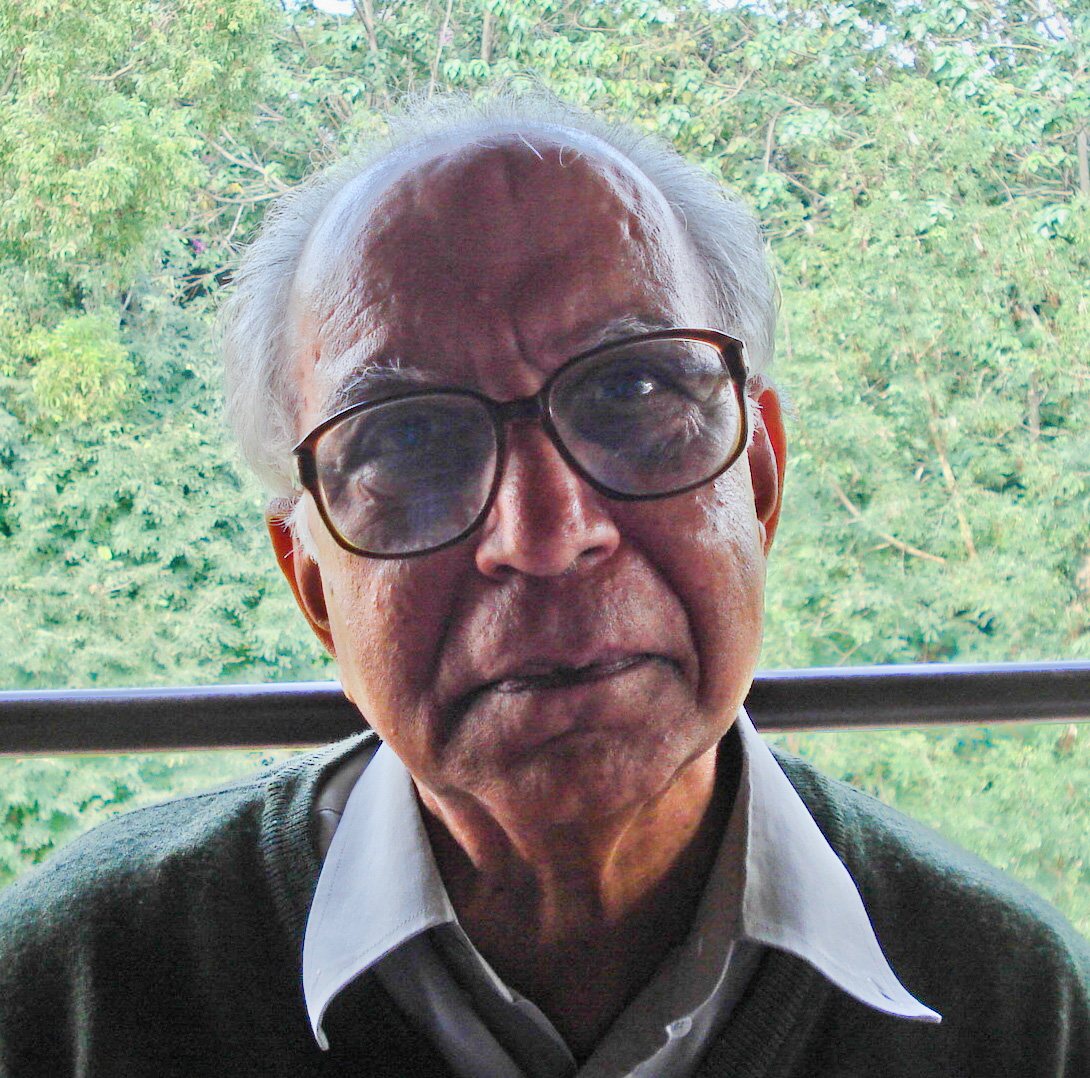
M. S. Narasimhan
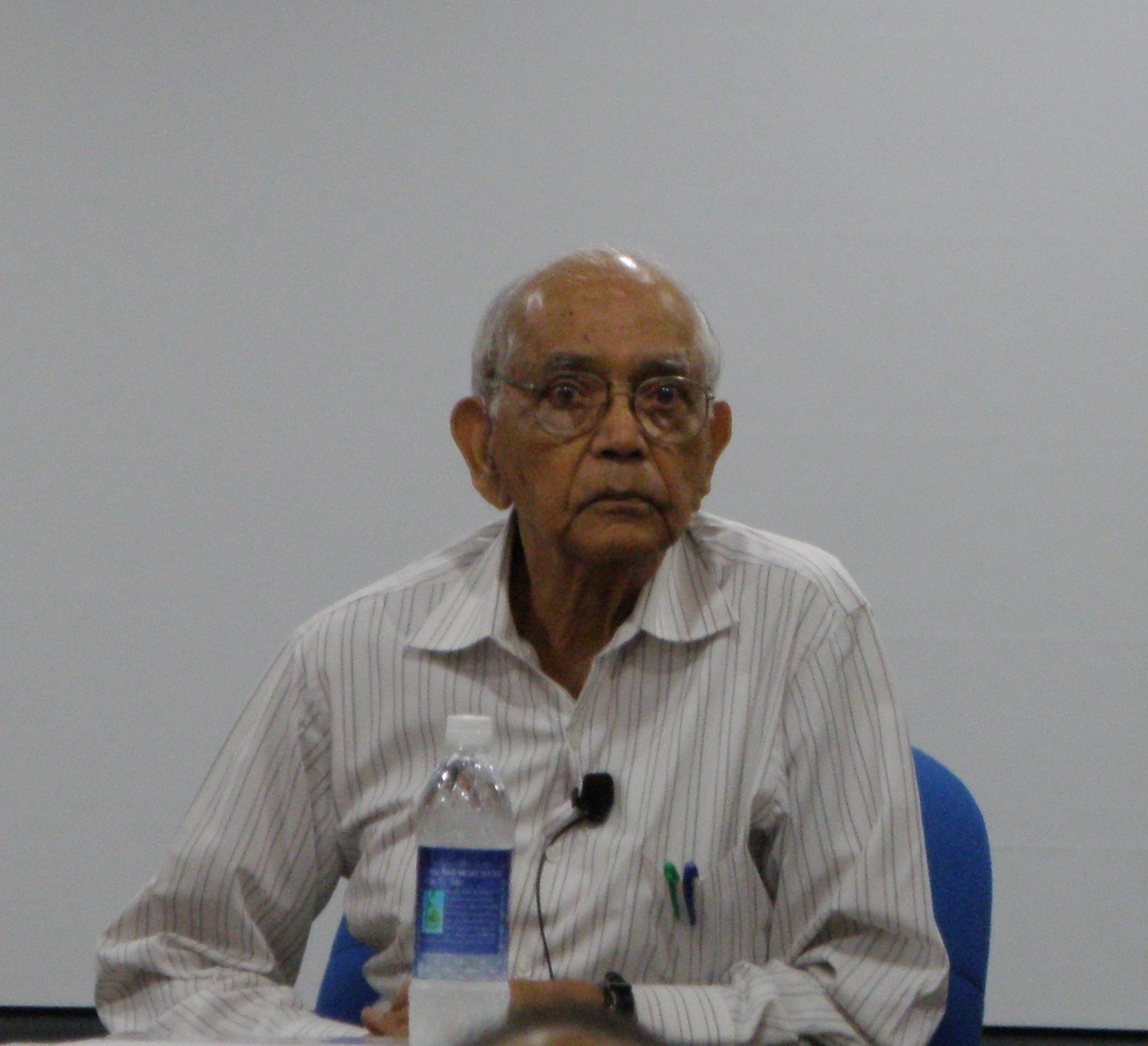
C. R. Rao
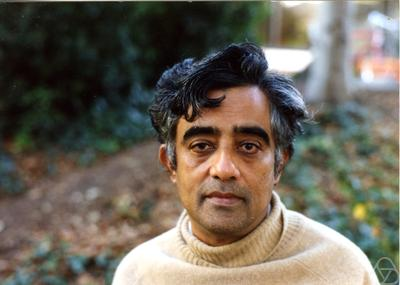
R. Sridharan (en)
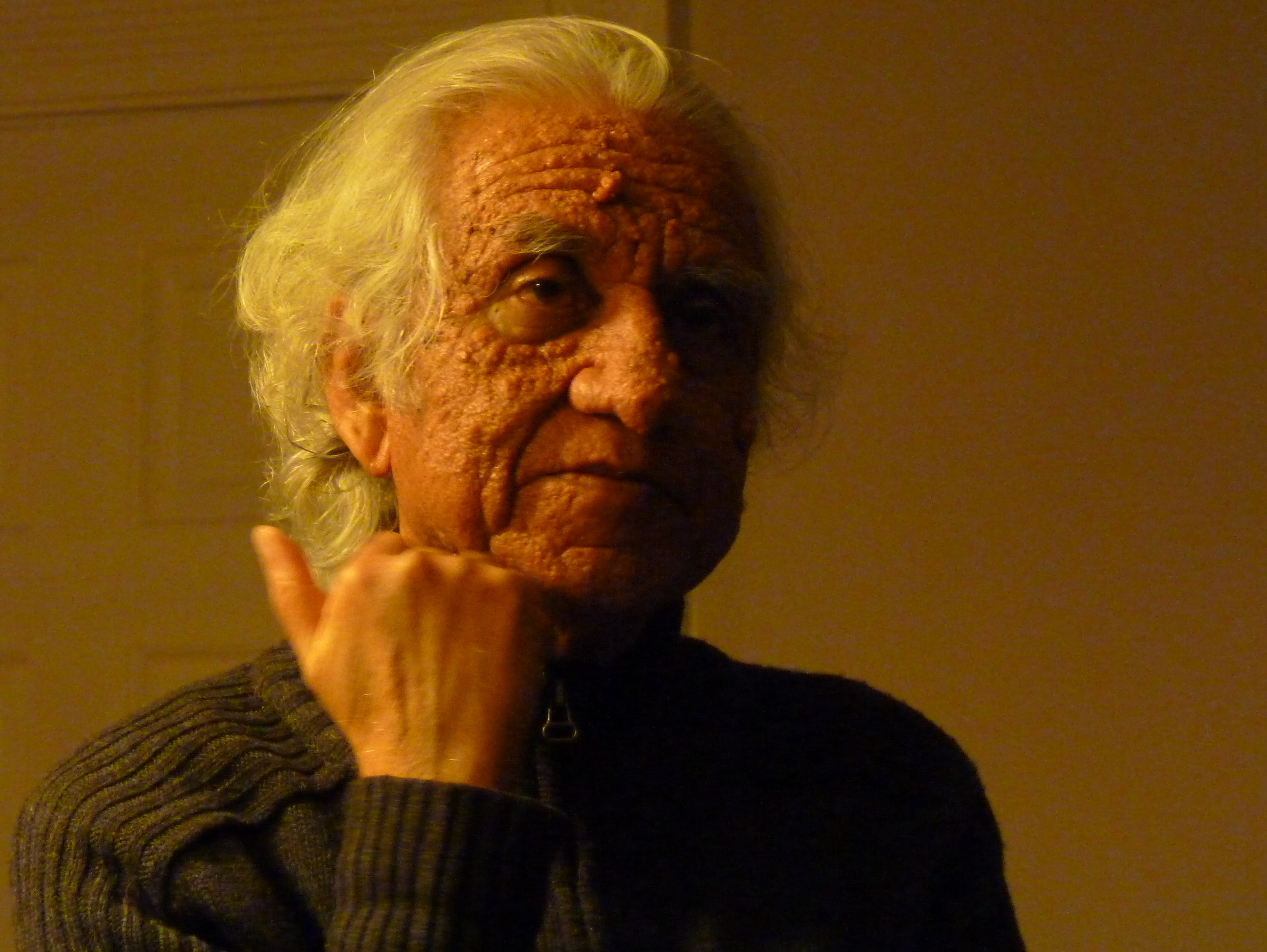
J. K. Ghosh (en)
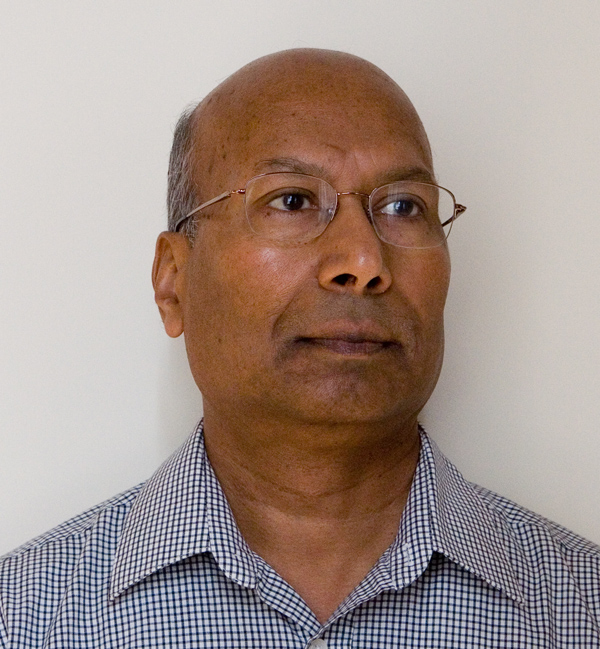
Gopal Prasad
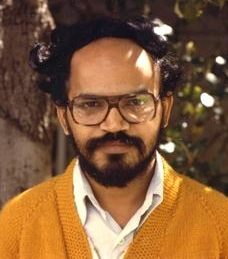
S. G. Dani (en)
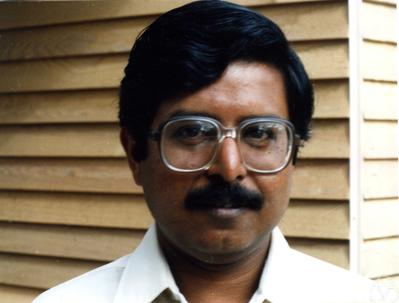
N. Mohan Kumar (en)
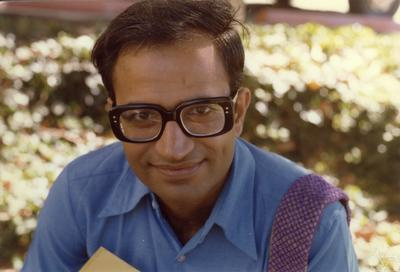
Rajendra Bhatia (en)
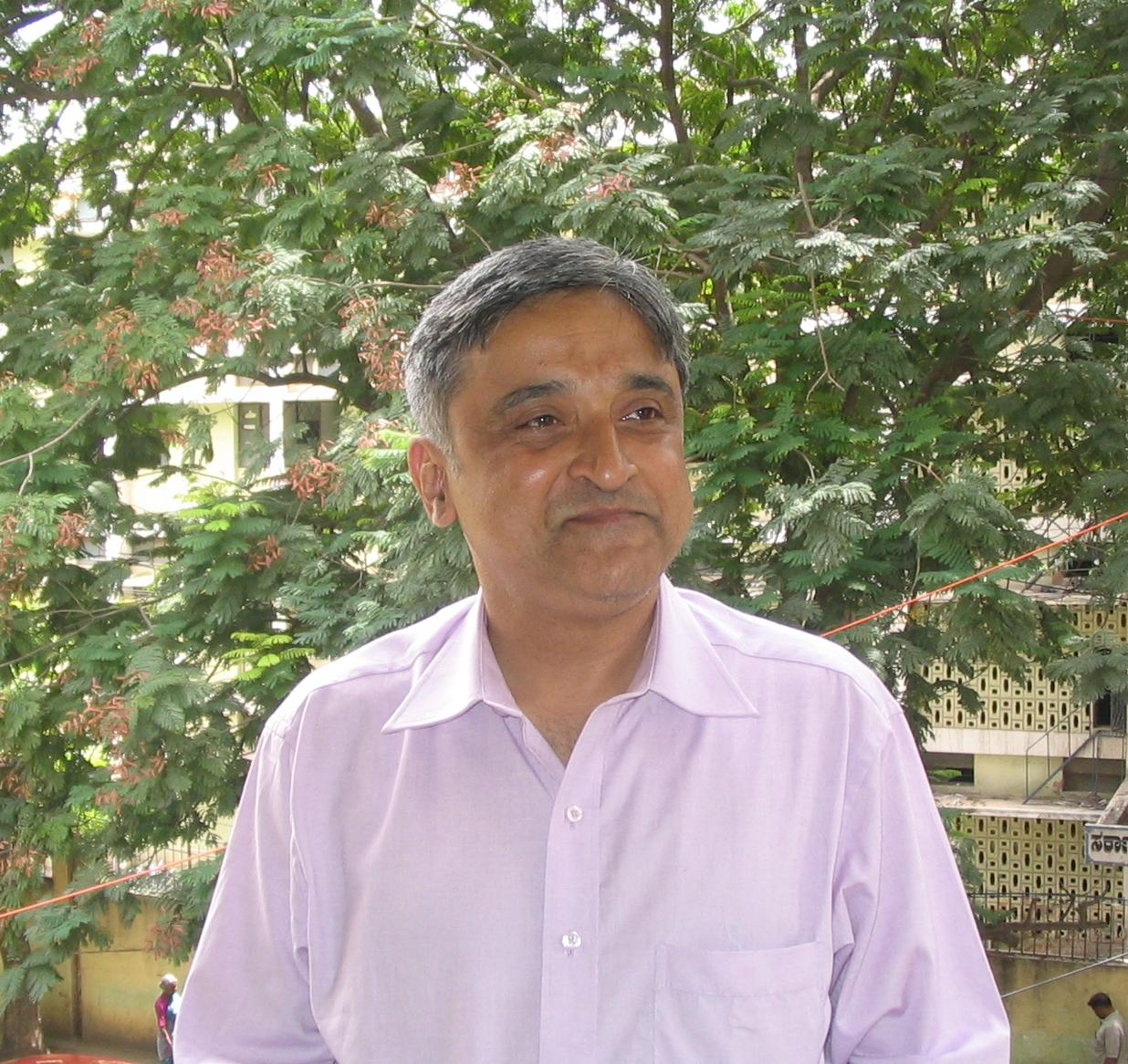
R. L. Karandikar
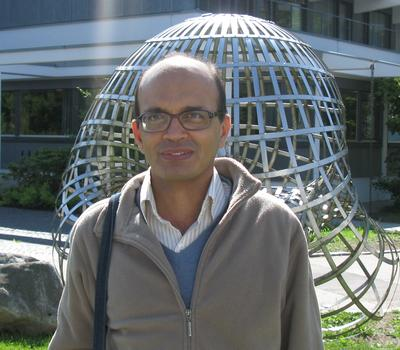
T. N. Venkataramana
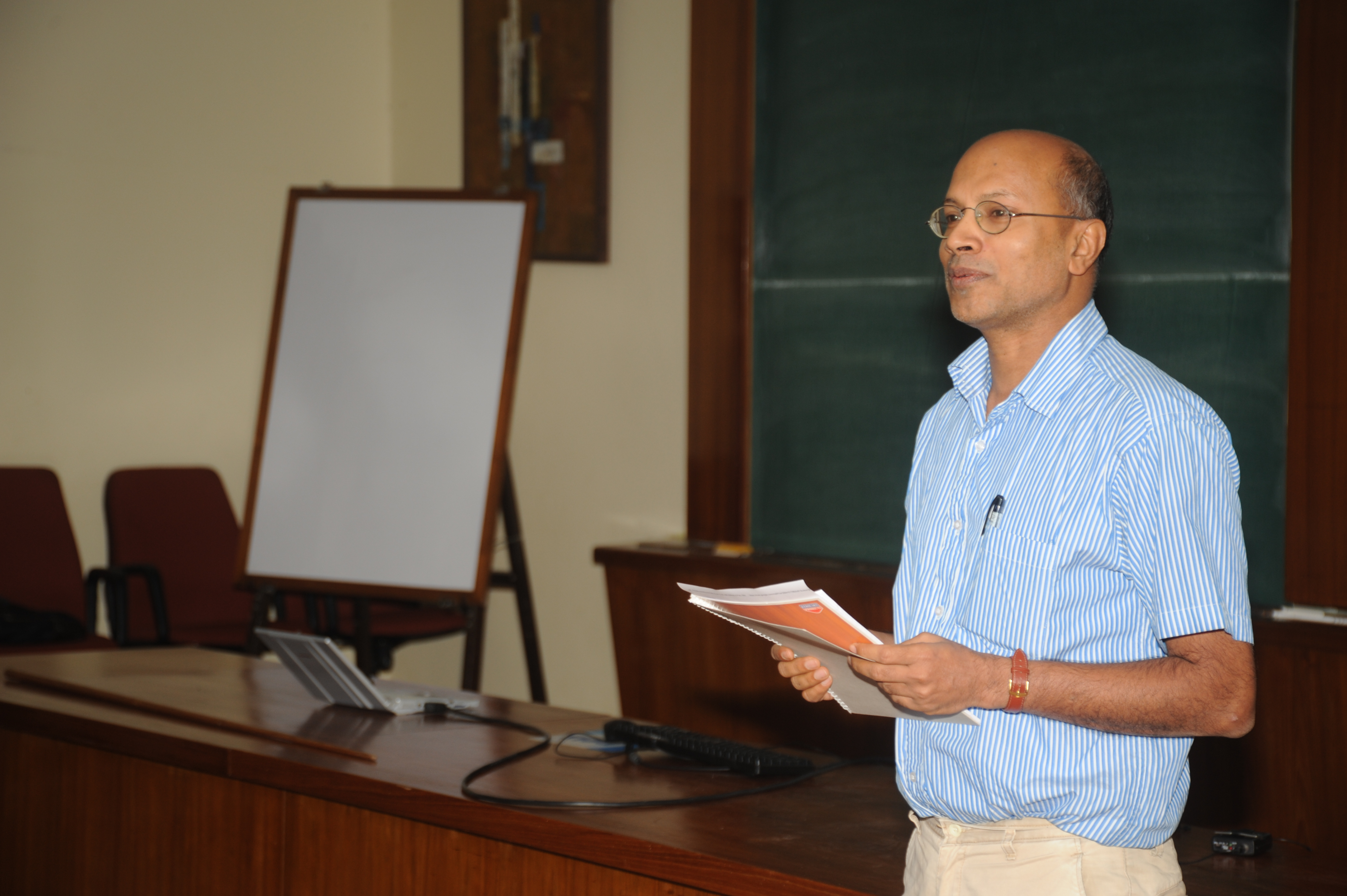
Dipendra Prasad (en)
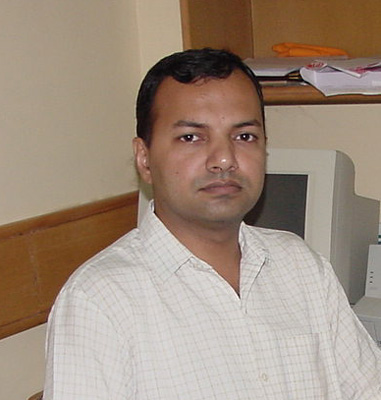
Manindra Agrawal
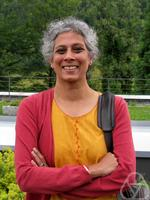
Sujatha Ramdorai
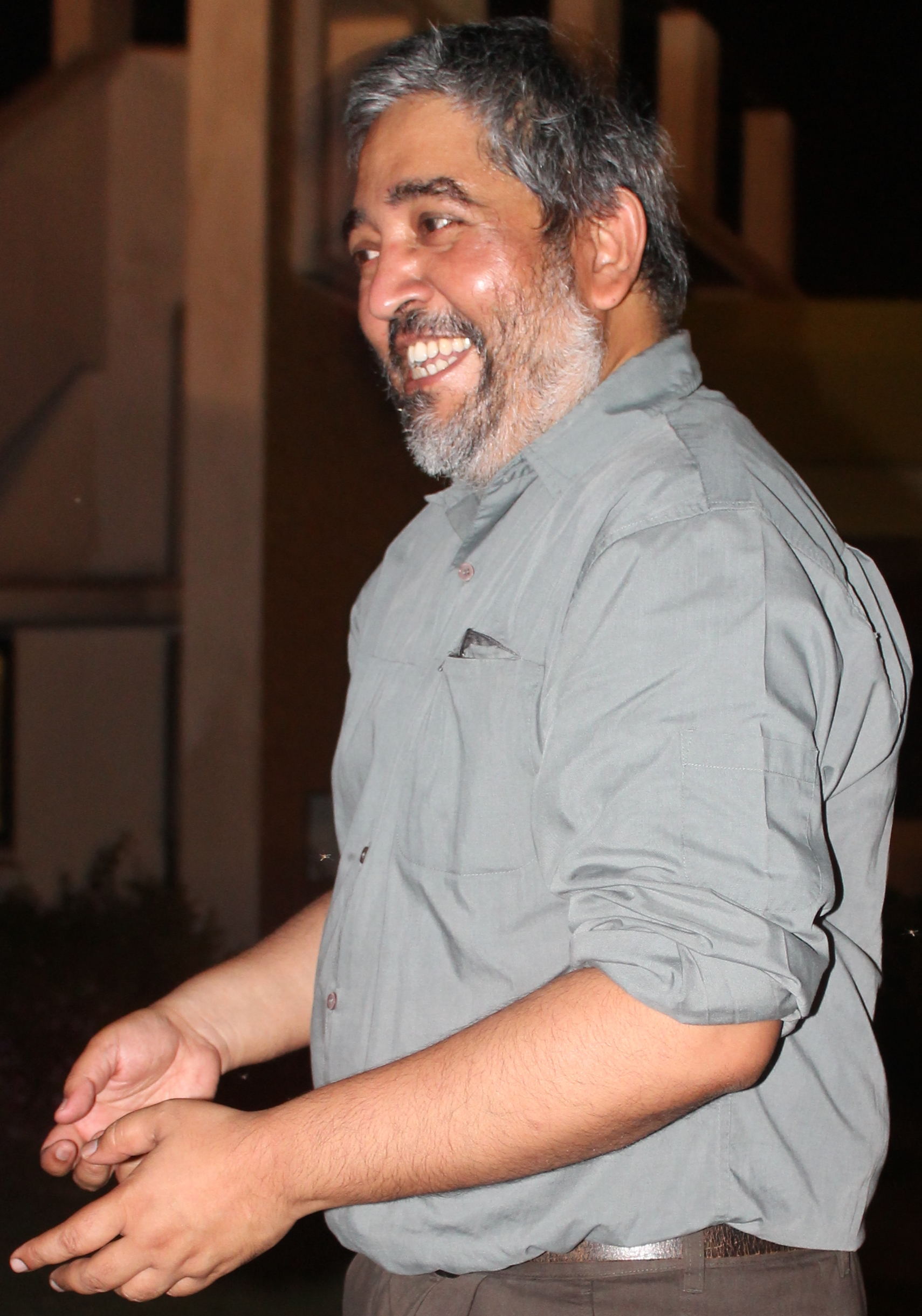
K. H. Paranjape (en)
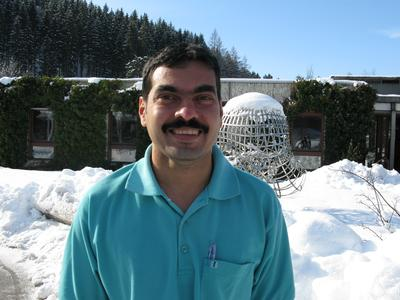
B. V. R. Bhat (en)
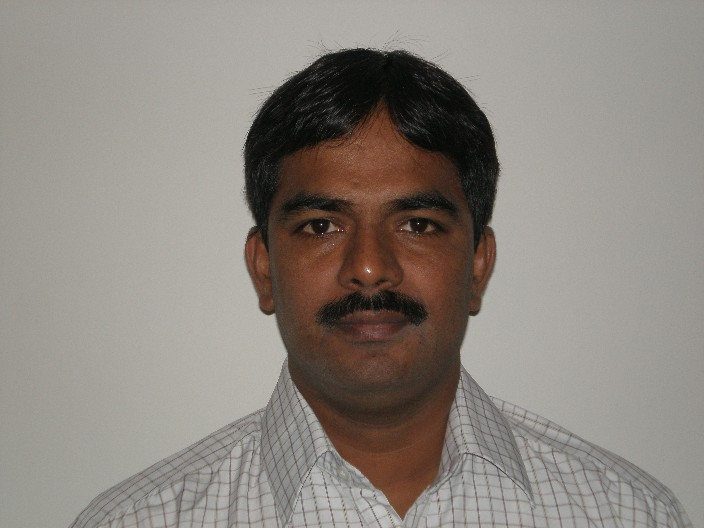
Suresh Venapally (en)

## Lauréats par année
| Année | Lauréat                                    | Spécialisation                                 |                                             |
| ----- | ------------------------------------------ | ---------------------------------------------- | ------------------------------------------- |
| 1959  | K. S. Chandrasekharan                      | Théorie des nombres                            |                                             |
| 1959  | Calyampudi Radhakrishna Rao                | Borne de Cramér-Rao                            |                                             |
| 1965  | Kollagunta Gopalaiyer Ramanathan (en)      | Théorie des nombres                            |                                             |
| 1972  | C. S. Seshadri                             | Géométrie algébrique                           |                                             |
| 1972  | Anadi Sankar Gupta (en)                    | Dynamique des fluides                          |                                             |
| 1975  | Padam Chand Jain (en)                      | Solutions numériques (en)                      |                                             |
| 1975  | Mudumbai Seshachalu Narasimhan             | Théorème de Narasimhan–Seshadri (en)           |                                             |
| 1976  | Kalyanapuram Rangachari Parthasarathy (en) | Calcul stochastique quantique (en)             |                                             |
| 1976  | S.K. Trehan (en)                           | Force-free magnetic field (en)                 |                                             |
| 1977  | Madabusi Santanam Raghunathan (en)         | Groupes de Lie                                 |                                             |
| 1978  | E. M. V. Krishnamurthy (en)                | Algorithme de division rapide (en)             |                                             |
| 1979  | S. Ramanan (en)                            | Géométrie algébrique                           |                                             |
| 1979  | Srinivasacharya Raghavan (en)              | Théorie des nombres                            |                                             |
| 1980  | Ramaiyengar Sridharan (en)                 | Algèbre filtrée (en)                           |                                             |
| 1981  | Jayanta Kumar Ghosh (en)                   | Inférence bayésienne                           |                                             |
| 1982  | B. L. S. Prakasa Rao (en)                  | Inférence statistique                          |                                             |
| 1982  | Jang Bahadur Shukla (en)                   | Modèle mathématique                            |                                             |
| 1983  | Phoolan Prasad (en)                        | Équation aux dérivées partielles               |                                             |
| 1983  | Inder Bir Singh Passi (en)                 | Théorie des groupes                            |                                             |
| 1985  | Rajagopalan Parthasarathy                  | Conjecture de Blattner (en)                    |                                             |
| 1985  | Surender Kumar Malik (en)                  | Phénomènes non-linéaires                       |                                             |
| 1986  | Thiruvenkatachari Parthasarathy            | Théorie des jeux                               |                                             |
| 1986  | Udai Bhan Tewari (en)                      | Algèbre de groupes (en)                        |                                             |
| 1987  | Tarlok Nath Shorey                         | Théorie des nombres                            |                                             |
| 1987  | Raman Parimala                             | Algèbre                                        |                                             |
| 1988  | Mihir Baran Banerjee (en)                  | Dynamique des fluides                          |                                             |
| 1988  | Kalyan Bidhan Sinha (en)                   | Théorie mathématique de la diffusion des ondes |                                             |
| 1989  | Gopal Prasad                               | Groupes de Lie                                 |                                             |
| 1990  | Ramachandran Balasubramanian               | Fonction zeta de Riemann                       |                                             |
| 1990  | Shrikrishna Gopalrao Dani (en)             | Théorie ergodique                              |                                             |
| 1991  | Vikram Bhagvandas Mehta (en)               | Décomposition de Frobenius                     |                                             |
| 1991  | Annamalai Ramanathan (en)                  | Décomposition de Frobenius                     |                                             |
| 1992  | Maithili Sharan (en)                       | Modèle mathématique                            |                                             |
| 1993  | Navin M. Singhi (en)                       | Combinatoire                                   |                                             |
| 1993  | Karmeshu (en)                              | Mathematical modelling                         |                                             |
| 1994  | Neithalath Mohan Kumar (en)                | Algèbre commutative                            |                                             |
| 1995  | Rajendra Bhatia (en)                       | Fonction matrice (en)                          |                                             |
| 1996  | Vaikalathur Shankar Sunder (en)            | Sous-facteur (en)                              |                                             |
| 1998  | Trivandrum Ramakrishnan Ramadas (en)       | Géométrie algébrique                           |                                             |
| 1998  | Subhashis Nag (en)                         | Théorie des cordes                             |                                             |
| 1999  | Rajeeva Laxman Karandikar                  | Théorie des probabilités                       |                                             |
| 2000  | Rahul Mukerjee (en)                        | Statistiques                                   |                                             |
| 2001  | Tyakal Nanjundiah Venkataramana (en)       | Groupes algébriques                            |                                             |
| 2001  | Gadadhar Misra (en)                        | Théorie des opérateurs                         |                                             |
| 2002  | Sundaram Thangavelu (en)                   | Analyse harmonique                             |                                             |
| 2002  | Dipendra Prasad (en)                       | Théorie des nombres                            |                                             |
| 2003  | Manindra Agrawal                           | Test de primalité AKS                          |                                             |
| 2003  | Vasudevan Srinivas (en)                    | Géométrie algébrique                           |                                             |
| 2004  | Sujatha Ramdorai                           | Théorie d'Iwasawa                              |                                             |
| 2004  | Arup Bose (en)                             | Analyse séquentielle                           |                                             |
| 2005  | Probal Chaudhuri (en)                      | Régression quantile                            |                                             |
| 2005  | Kapil Hari Paranjape (en)                  | Géométrie algébrique                           |                                             |
| 2006  | Vikraman Balaji (en)                       | Géométrie algébrique                           |                                             |
| 2006  | Indranil Biswas (en)                       | Géométrie algébrique                           |                                             |
| 2007  | B. V. Rajarama Bhat (en)                   | Théorie des opérateurs                         |                                             |
| 2008  | Jaikumar Radhakrishnan (en)                | Combinatoire                                   |                                             |
| 2009  | Suresh Venapally (en)                      | Algèbre                                        |                                             |
| 2011  | Mahan Mitra (en)                           | Géométrie hyperbolique                         |                                             |
| 2011  | Palash Sarkar (en)                         | Cryptologie                                    |                                             |
| 2012  | Siva Athreya (en)                          | Théorie des probabilités                       |                                             |
| 2012  | Debashish Goswami (en)                     | Géométrie non-commutative                      |                                             |
| 2013  | Eknath Prabhakar Ghate (en)                | Théorie des nombres                            |                                             |
| 2014  | Kaushal Kumar Verma (en)                   | Analyse complexe                               |                                             |
| 2015  | K. Sandeep (en)                            | Équation aux dérivées partielles elliptique    |                                             |
| 2015  | Ritabrata Munshi (en)                      | Théorie des nombres                            |                                             |
| 2016  | Amlendu Krishna (en)                       | Géométrie algébrique                           |                                             |
| 2016  | Naveen Garg (en)                           | Informatique théorique                         |                                             |
| 2017  | non décerné                                |                                                |                                             |
| 2018  | Amit Kumar (en) et Nitin Saxena            |                                                |                                             |
| 2018  | Nitin Saxena                               | Uttar Pradesh                                  | Informatique théorique                      |
| 2019  | Dishant Mayurbhai Pancholi (en)            | Gujarat                                        | Topologye de contact et symplectique        |
| 2019  | Neena Gupta (en)                           | West Bengal                                    | Algèbre commutative et géométrie algébrique |
| 2020  | Rajat Subhra Hazra (en)                    | West Bengal                                    | Algèbre d'opérateurs                        |
| 2020  | U. K. Anandavardhanan (en)                 | Kerala                                         | Théorie des nombres                         |
| 2021  | Anish Ghosh (en)                           | Maharashtra                                    |                                             |
| 2021  | Saket Saurabh (en)                         | Tamil Nadu                                     |                                             |